# Commune de Mpanda
Mpanda est une commune de la province de Bubanza au nord-ouest du Burundi. La capitale se trouve dans la ville de Mpanda.

## Population
En 2021, la localité comptait 58 913 habitants selon l'ISTEEBU.